# КЗКТ (стадион)
КЗКТ — стадион в Кургане, принадлежащий детско-юношеской спортивной школе № 3. Вместимость стадиона — 2000 человек.
Стадион является домашним для футбольных клубов «Звёзды Динамо» (Курган), «Тобол—2» (Курган) и главной команды города «Тобол» (Курган). Футбольный клуб «Тобол» (Курган) временно принимает своих гостей на стадионе «КЗКТ» так как его домашний стадион «Центральный» на реконструкции.

## История
Стадион «КЗКТ» был построен в 1955 году и принадлежал «Курганскому заводу колёсных тягачей имени Д. М. Карбышева». Был домашним для ФК «Карбышевец» (Курган).
Первоначально имел грунтовую беговую дорожку, затем гаревую, резинобитумную (типа мягкого асфальта), а в 1971 году благодаря усилиям тренера Фоата Нурутдинована стадионе была постелена современная тартановая шестиполосная беговая дорожка. В июле 1972 года состоялись соревнования по легкой атлетике среди сильнейших команд спортклубов вузов Сибири и Дальнего Востока. Последние крупные соревнования — зоны Урала и Сибири вторых Всероссийских юношеских игр — прошли в Кургане в мае 1987 года, когда в близлежащих областях уже имелись дорожки с современным покрытием, а курганский тартан стал стареть.
В 2007 году, при поддержке мецената Романа Абрамовича, была полная реконструкция спортивного объекта города, футбольное поле имеет искусственное покрытие. Является домашним стадионом для футбольных клубов «Ветеран — Звёзды Динамо» (Курган), «Тобол—2» (Курган) которые принимают участие в чемпионате Курганской области по футболу. С 2007 года своих гостей на стадионе «КЗКТ» принимает и главная команда города и области «Тобол» (Курган) которая участвует в III дивизионе России, но это временно, в 2017 году реконструирована домашняя арена «Тобола» — стадион «Центральный». Также на стадионе «КЗКТ» тренируются юные воспитанники футбольного клуба «Тобол» (Курган) и МБУДО «ДЮСШ № 3».
В сентябре 2017 года произведён демонтаж футбольного покрытия искусственного футбольного поля, которое прослужило более десяти лет. Часть покрытия будет направлена на футбольное поле в шадринскую кадетскую школу. Новое покрытие обошлось в 16 млн. рублей.
Стадион является домашним стадионом для футбольных клубов «Звезды Динамо» и «Тобол-2», которые принимают участие в чемпионате Курганской области по футболу.